# 小島英樹
小島 英樹（こじま ひでき、3月26日 - ）は、日本の男性声優。アミュレート所属。大阪府出身。

## 出演

### テレビアニメ
2009年
- 真・恋姫†無双（観客、ファン、兵士、男達、山賊、黄巾党）

2010年
- 伝説の勇者の伝説（Villager、兵士）
- とある魔術の禁書目録II（天草式少年、パイロット、アンチスキル、マイク、ハウンドドッグ）

2011年
- 星空へ架かる橋（小猿、男子）

2012年
- マギ（ボヤン、手下、団員B、門衛）

2014年
- 金田一少年の事件簿R（乗客、警官）
- ジュエルペット ハッピネス（男子生徒1）
- ガイストクラッシャー（ルナティック・ザントマン）
- ディスク・ウォーズ:アベンジャーズ（強盗D）

2015年
- Go!プリンセスプリキュア（テニス部員）
- 緋弾のアリアAA（男）
- プラスティック・メモリーズ（第4TS課長）

2016年
- 聖戦ケルベロス 竜刻のファタリテ（イシルフェン王國騎士）
- PJベリーのもぐもぐむにゃむにゃ（家来、コオリヤマ、エアコンガイ、ジョー・チン）
- ナゾトキネ（篠原田色久）

2017年
- アイドル事変（村人、トラック運転手、プロデューサー、不審者、猪名川の秘書 他）
- CHAOS;CHILD（警官、執刀医）
- ガヴリールドロップアウト（客）

2018年
- LOST SONG（男、王都兵、伝令兵、敵兵、観客 他）
- シュタインズ・ゲート ゼロ（覆面の男たち、DURPA隊員、工作員）
- ムヒョとロージーの魔法律相談事務所（運転手、レインドッグ）

2019年
- B-PROJECT〜絶頂*エモーション〜（カメラマン）
- 私に天使が舞い降りた!（人々、ゾンビ）
- この世の果てで恋を唄う少女YU-NO

2021年
- セブンナイツ レボリューション -英雄の継承者-（理事長）

2022年
- サマータイムレンダ（祭り客、弔問客、島民）
- 転生賢者の異世界ライフ 〜第二の職業を得て、世界最強になりました〜（会議の参加者C）

### 劇場アニメ
- えいがパンパカパンツ バナナン王国の秘宝（2014年、オーソン）
- 劇場版 PSYCHO-PASS サイコパス（2015年）
- 台風のノルダ（2015年、神崎先生）

### ゲーム
- DISORDER6（2013年）
- セブンナイツ（アラゴン、ヴェイン、チンタオ、セージ）
- 超次元大戦 ネプテューヌVSセガ・ハード・ガールズ 夢の合体スペシャル（2015年）
- 夢王国と眠れる100人の王子様（2015年、ゼロ[2]）
- 四女神オンライン CYBER DIMENSION NEPTUNE（2017年、死神、ピエール、ルーク）
- プリンセスコネクト！Re:Dive（2019年、村長）
- 明治活劇 ハイカラ流星組 -成敗しませう、世直し稼業-（2020年、南郷棋三郎[3]）
- ファミコン探偵倶楽部 消えた後継者（2021年、裏山の村人）
- 閃乱忍忍忍者大戦ネプテューヌ -少女達の響艶-（2021年、妖壺太夫）
- Relayer（2022年、明星弦二郎[4]）
- 龍が如く7外伝 名を消した男（2023年）
- ファミコン探偵倶楽部 笑み男（2024年）

### ドラマCD
- 少年王女 ドラマCD第1巻・第2巻
- モーテ -水葬の少女-（看守[5]）
- のうりん第10巻特装版ドラマCD「最後の寮生再来編」（ナタリー祖父）

### 吹き替え
- 乱暴なロマンス（ジャフン）